# Ваєтт Ерп
Ваєтт Ерп (англ. Wyatt Earp; 19 березня 1848, Монмута, Іллінойс — 13 січня 1929, Лос-Анджелес, Каліфорнія, США) — американський поліціянт, заступник шерифа, картяр та стрілець, один з найвідоміших персонажів Дикого Заходу. Найбільше відомий своєю участю в легендарній стрілянині, коли Ерпу, двом його братам і Доку Голлідею вдалося за 30 секунд розібратися з трьома противниками.

## Життєпис
Ваєтт Ерп народився 19 березня 1848 року в Монмута, штат Іллінойс. Він був четвертою дитиною в сім'ї Ніколаса Портера Ерпа та Вірджинії Енн Куксі. Батько назвав сина на честь свого командира в Американо-мексиканській війні, капітана Ваєтта Беррі Степпа.

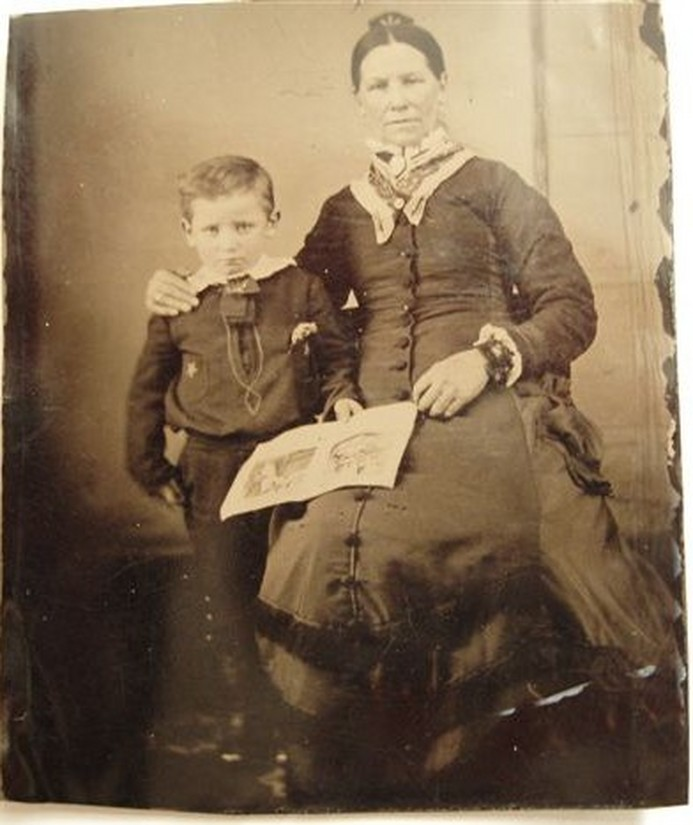
Ваєтт із матір'ю, 1856

Навесні 1868 року Ваєтт Ерп переїхав на схід у Ламар, Міссурі, де його батько Ніколас став місцевим констеблем. 17 листопада 1869 року Ніколас Ерп отримав посаду судді, замість нього констеблем був призначений Ваєтт.
10 січня 1870 року Ваєтт одружився з Уріллою Сазерленд. Урілла померла під час вагітності від тифу, всього через рік після весілля.
За наступні два роки Вайєтту довелося пройти через арешт, два суди, втечу з в'язниці і ще три арешти. Після цього Ерп осів у Вічиті, Канзас і отримав посаду помічника міського маршала. У 1876 році Ваєтт перебрався у Додж-Сіті, Канзас. Взимку 1878 року він вирушив до Техасу.
У 1879 році Ерп виїхав з Додж-Сіті в Тумстоун, Аризона. Компанію йому склали його брати Джеймс, Морган та Вірджіл. У Тумстоуні в Ерпів почався конфлікт з бандою місцевих бандитів. Апогеєм цього конфлікту стала гучна перестрілка в «ОК. Коррал».
Перестрілка сталася 26 жовтня 1881 року. Існує кілька версій розвитку конфлікту. Після перестрілки були виписані ордери на арешт всіх Ерпів. Ваєтт з Голлідеєм поспішили швидше забратися зі штату і більше ніколи не думали ні про яку вендету.
Ваєтт та Голлідей подалися в Денвер, штат Колорадо, потім Ваєтт перебрався у Колтон. Док Голлідей залишився в Колорадо, де і помер він від туберкульозу в Гленвуд-Спрінгс 8 листопада 1887 року.
Ваєтт із своєю третьою дружиною Седі незабаром виїхав на Аляску. Разом вони об'їздили західні штати, заробляючи на життя в основному картярством.
Ваєтт Ерп помер від раку простати 3 січня 1929 року.